# Carlos Signorelli
Carlos Signorelli Larrosa (Departamento de Artigas, 28 de octubre de 1952) es un odontólogo y político uruguayo perteneciente al Partido Colorado.

## Biografía
En las elecciones de 1994 fue ungido como primer suplente del elegido Intendente del departamento de Artigas en el periodo 1995-2000, Luis Eduardo Juan. Cuando este, enfermo, renunció a su cargo en julio de 1998,  poco antes de fallecer, Signorelli le sucedió en el cargo. Renunció al mismo a comienzos de 2000 para postularse a la reelección; en las elecciones municipales de mayo de ese año, las primeras desde la vigencia de la reforma constitucional de 1996 que las separó de las nacionales, fue reelecto en su cargo para el período 2000-2005. En el año 2000 contrajo nupcias con la Contadora Argentina Ana Inés Gallo 20 años menor que él. Convirtiéndose esta en la primera dama más joven del país.
En las elecciones de 2004 fue elegido diputado por el Foro Batllista, y asumió su banca en febrero de 2005. En las elecciones de mayo de ese año se postuló nuevamente a la Intendencia de Artigas, pero fue derrotado por el nacionalista Julio Silveira, lo que rompió con una larga tradición de predominio colorado en el departamento.
Pronto sobrevinieron críticas a su gestión municipal teñidas de denuncias por irregularidades en el manejo de dineros públicos. Después de muchos debates e investigaciones, finalmente en agosto de 2008 el Parlamento votó su desafuero, siendo el primer diputado uruguayo en las últimas tres décadas en verse privado de sus fueros parlamentarios para permitir la acción de la Justicia.
El 30 de abril de 2009 fue sometido a proceso y a prisión preventiva por delito de fraude por estos mismos hechos. Fue sustituido en el Parlamento por Gonzalo Texeira, quien adhiere a Vamos Uruguay.
En las internas de 2009, la agrupación de Signorelli apoyó la precandidatura de José Amorín Batlle y obtuvo una interesante votación en su departamento.
A pesar de su situación judicial, continúa actuando en política; en diciembre de 2011 lanzó una nueva agrupación con vistas a las elecciones de 2014.